# Lijst van voetbalinterlands Nicaragua - Panama
Deze lijst van voetbalinterlands is een overzicht van alle officiële voetbalwedstrijden tussen de nationale teams van Nicaragua en Panama. De Midden-Amerikaanse landen speelden tot op heden 28 keer tegen elkaar, te beginnen met een wedstrijd tijdens het CCCF-kampioenschap 1941 op 18 mei 1941 in San José (Costa Rica). Het laatste duel, een kwalificatiewedstrijd voor het Wereldkampioenschap voetbal 2026, vond plaats op 10 juni 2025 in Panama-Stad.

## Wedstrijden
| №  | Plaats         | Datum             | Competitie                  | Wedstrijd          | Uitslag |
| -- | -------------- | ----------------- | --------------------------- | ------------------ | ------- |
| 1  | San José       | 18 mei 1941       | CCCF-kampioenschap 1941     | Nicaragua – Panama | 2 – 5   |
| 2  | San José       | 10 maart 1946     | CCCF-kampioenschap 1946     | Panama – Nicaragua | 0 – 2   |
| 3  | Panama-Stad    | 28 februari 1951  | CCCF-kampioenschap 1951     | Panama – Nicaragua | 4 – 0   |
| 4  | Panama-Stad    | 4 maart 1951      | CCCF-kampioenschap 1951     | Nicaragua – Panama | 2 – 6   |
| 5  | San José       | 14 maart 1953     | CCCF-kampioenschap 1953     | Panama – Nicaragua | 0 – 2   |
| 6  | San Salvador   | 29 maart 1963     | CONCACAF-kampioenschap 1963 | Nicaragua – Panama | 0 – 5   |
| 7  | Panama-Stad    | 8 februari 1966   | Vriendschappelijk           | Panama – Nicaragua | 3 – 1   |
| 8  | Guatemala-Stad | 17 februari 1967  | CONCACAF-kampioenschap 1967 | Nicaragua – Panama | 3 – 1   |
| 9  | Panama-Stad    | 2 maart 1970      | Vriendschappelijk           | Panama – Nicaragua | 4 – 3   |
| 10 | Panama-Stad    | 2 december 1973   | Vriendschappelijk           | Panama – Nicaragua | 2 – 0   |
| 11 | Panama-Stad    | 27 april 1984     | Vriendschappelijk           | Panama – Nicaragua | 2 – 0   |
| 12 | Panama-Stad    | 22 oktober 1995   | UNCAF Nations Cup 1995      | Panama – Nicaragua | 2 – 0   |
| 13 | Diriamba       | 29 oktober 1995   | UNCAF Nations Cup 1995      | Nicaragua – Panama | 0 – 5   |
| 14 | Diriamba       | 19 maart 2000     | WK 2002 kwalificatie        | Nicaragua – Panama | 0 – 2   |
| 15 | Panama-Stad    | 21 mei 2000       | WK 2002 kwalificatie        | Panama – Nicaragua | 4 – 0   |
| 16 | Puerto Cortés  | 27 mei 2001       | UNCAF Nations Cup 2001      | Panama – Nicaragua | 6 – 0   |
| 17 | Panama-Stad    | 21 februari 2003  | UNCAF Nations Cup 2003      | Panama – Nicaragua | 0 – 1   |
| 18 | Glendale       | 12 juli 2009      | CONCACAF Gold Cup 2009      | Panama – Nicaragua | 4 – 0   |
| 19 | Panama-Stad    | 16 januari 2011   | UNCAF Nations Cup 2011      | Panama – Nicaragua | 2 – 0   |
| 20 | Managua        | 6 september 2011  | WK 2014 kwalificatie        | Nicaragua – Panama | 1 – 2   |
| 21 | Panama-Stad    | 11 oktober 2011   | WK 2014 kwalificatie        | Panama – Nicaragua | 5 – 1   |
| 22 | Houston        | 10 september 2014 | Copa Centroamericana 2014   | Panama – Nicaragua | 2 – 0   |
| 23 | Managua        | 15 maart 2016     | Vriendschappelijk           | Nicaragua – Panama | 1 – 0   |
| 24 | Panama-Stad    | 15 januari 2017   | Copa Centroamericana 2017   | Panama – Nicaragua | 2 – 1   |
| 25 | Houston        | 13 juli 2017      | CONCACAF Gold Cup 2017      | Panama − Nicaragua | 2 − 1   |
| 26 | Managua        | 25 februari 2020  | Vriendschappelijk           | Nicaragua − Panama | 0 − 0   |
| 27 | Penonomé       | 10 juni 2023      | Vriendschappelijk           | Panama − Nicaragua | 3 − 2   |
| 28 | Panama-Stad    | 10 juni 2025      | WK 2026 kwalificatie        | Panama – Nicaragua | 3 – 0   |

## Samenvatting
| Competitie           | Totaal gespeeld | Winst Nicaragua | Gelijk | Winst Panama | Doelsaldo Nicaragua – Panama |
| -------------------- | --------------- | --------------- | ------ | ------------ | ---------------------------- |
| WK-kwalificatie      | 5               | 0               | 0      | 5            | 2 − 16                       |
| CONCACAF Gold Cup    | 9               | 3               | 0      | 6            | 12 − 27                      |
| Copa Centroamericana | 7               | 1               | 0      | 6            | 2 − 19                       |
| Vriendschappelijk    | 7               | 1               | 1      | 5            | 7 − 14                       |
| Totaal               | 28              | 5               | 1      | 22           | 23 − 76                      |

FNF · 
A-internationals · 
Nicaraguaans vrouwenelftal
Anguilla ·
Argentinië ·
Bahama's ·
Barbados ·
Belize ·
Bermuda ·
Bolivia ·
Colombia ·
Costa Rica ·
Cuba ·
Curaçao ·
Dominica ·
Dominicaanse Republiek ·
El Salvador ·
Ghana ·
Guatemala ·
Guyana ·
Haïti ·
Honduras ·
Iran ·
Jamaica ·
Kaaimaneilanden ·
Mexico ·
Montserrat ·
Nederlandse Antillen ·
Panama ·
Paraguay ·
Peru ·
Puerto Rico ·
Saint Kitts en Nevis ·
Saint Vincent en de Grenadines ·
Suriname ·
Trinidad en Tobago ·
Turks- en Caicoseilanden ·
Uruguay ·
Venezuela ·
Verenigde Staten
FEPAFUT · A-internationals · Selecties · Bondscoaches · Panamees vrouwenelftal · Panama U21 · Panama U20 · Panama U19 · Panama U18 · Panama U17
1930 – 1949 · 
1950 – 1959 · 
1960 – 1969 · 
1970 – 1979 · 
1980 – 1989 · 
1990 – 1999 · 
2000 – 2009 · 
2010 – 2019 ·
2020 – 2029
CGC 1991 · 
CGC 1993 · 
CGC 1996 · 
CGC 1998 · 
CGC 2000 · 
CGC 2002 · 
CGC 2003 · 
CGC 2005 · 
CGC 2007 · 
CGC 2009 · 
CGC 2011 · 
CGC 2013 · 
CGC 2021
WK 2018
1938 · 
1939 · 
1940 · 
1941 · 
1942 · 1943 · 1944 · 1945 · 
1946 · 
1947 · 
1948 · 
1949 · 
1950 · 
1951 · 
1952 · 
1953 · 
1954 · 
1955 · 
1956 · 
1957 · 
1958 · 
1959 · 
1960 · 
1961 · 
1962 · 
1963 · 
1964 · 
1965 · 
1966 · 
1967 · 
1968 · 
1969 · 
1970 · 
1971 · 
1972 · 
1973 · 
1974 · 
1975 · 
1976 · 
1977 · 
1978 · 
1979 · 
1980 · 
1981 · 
1982 · 
1983 · 
1984 · 
1985 · 
1986 · 
1987 · 
1988 · 
1989 · 
1990 · 
1991 · 
1992 · 
1993 · 
1994 · 
1995 · 
1996 · 
1997 · 
1998 · 
1999 · 
2000 · 
2001 · 
2002 · 
2003 · 
2004 · 
2005 · 
2006 · 
2007 · 
2008 · 
2009 · 
2010 · 
2011 · 
2012 · 
2013 · 
2014 · 
2015 · 
2016 · 
2017 ·
2018 ·
2019 ·
2020 ·
2021 ·
2022 ·
2023 ·
2024
Anguilla ·
Argentinië · 
Armenië · 
Aruba · 
Bahama's ·
Bahrein ·
Barbados ·
België · 
Belize · 
Bermuda · 
Bolivia · 
Brazilië · 
Canada · 
Chili · 
Colombia · 
Costa Rica · 
Cuba · 
Curaçao ·
Denemarken ·
Dominica · 
Dominicaanse Republiek · 
Ecuador · 
El Salvador · 
Engeland · 
Grenada · 
Guadeloupe ·
Guatemala · 
Guyana · 
Haïti · 
Honduras · 
Iran · 
Jamaica · 
Japan · 
Kameroen ·
Mexico · 
Montserrat ·
Nederlandse Antillen · 
Nicaragua · 
Noord-Ierland ·
Noorwegen ·
Paraguay · 
Peru · 
Portugal · 
Puerto Rico · 
Qatar ·
Saint Lucia · 
Saoedi-Arabië ·
Servië ·
Spanje · 
Taiwan · 
Trinidad en Tobago ·
Tunesië ·  
Uruguay ·  
Venezuela · 
Verenigde Staten ·
Wales ·
Zuid-Afrika ·
Zuid-Korea ·
Zwitserland
België (2018) ·
Engeland (2018) ·
Tunesië (2018)